# Ipso iure
Ipso iure (tradotta letteralmente: per la legge stessa) è una locuzione latina  utilizzata nel lessico giuridico e sta ad indicare "in virtù di una norma di legge", ovvero per disposizione derivante immediatamente dalla legge, senza necessità di un atto o provvedimento applicativo. Un'espressione italiana che esprime lo stesso concetto è "di diritto" (ed esempio: "L'errore-vizio è rilevante di diritto").